# IEEE 802.7
IEEE 802.7(アイトリプルイーハチマルニテンナナ)は、広帯域LANに関わる共通仕様の標準化を目的としてIEEE 802委員会に設置されたテクニカル・アドバイザリー・グループ。
| スタブアイコン | サブスタブ | この項目は、まだ閲覧者の調べものの参照としては役立たない、コンピュータに関連した書きかけの項目です。この項目を加筆・訂正などしてくださる協力者を求めています（P:コンピュータ）。 |